# أقليات ظاهرة
الأقليات الظاهرة، أو الأقليات المرئية، هو تعبير يدل على مجموعة عرقية ليست من الأكثرية تعيش في محموعة معينة من السكان. ويستخدم المصطلح من قبل مؤسسة الإحصاء الكندية كفئة سكانية في ما يتعلق بالسياسات الوطنية للمساوات في التوظيف. الصفة «ظاهرة» هي ضرورية في السياق الكندي حيث تقليديا كان تحدد الفروقات السياسية بحسب اللغة (الإنكليزية مقابل الفرنسية) والدين (الكاثوليك مقابل البروتستانت)، أو بحسب الخلفية العرقية أي الصفات «الغير ظاهرة». منذ إجراء اإصلاحات في قوانين الهجرة في كندا في الستينات، ازداد عدد المهجارين من مناطق أخرى غير أوروبية، وبالتالي ظهرت الأقلية الظاهرة. يعرف قانون وحقوق العمل الكندي الأقليات الظاهرة ب«الأشخاص من غيرالسكان الأصليين، الذين هم ليسوا من العرق القوقازي أو لونه غير أبيض.»  ويستخدم هذا المصطلح لايجاد حل لمشاكل سؤ التعامل مع افراد هذه المجموعة.

## الأقليات الظاهرة في كندا
في تعداد 2006، وصف أكثر من خمسة ملايين كندي أنفسهم بوصفهم من مجموعة أقلية ظاهرة، وهو ما يمثل 16,2 ٪ من مجموع السكان. وتشكل هذه زيادة عن عام 2001 حيث كانت نسبة الأقليات الظاهرة تمثل 13,4٪ من مجموع السكان، وهو ما يزيد عن 1996 عندما كانت النسبة 11,2 ٪، وزيادة كبيرة عن عام 1991 (9.4٪) و1981 (4,7٪). وتمثل الزيادة تحولا كبيرا في التركيبة السكانية في كندا منذ ظهور سياسات التعددية الثقافية في ذلك البلد.
من بين المحافظات، تحوى أونتاريو أعلى نسبة من الأقليات الظاهرة، وهو ما يمثل 24,8٪ من سكانها، تليها كولومبيا البريطانية في 22,8 ٪. في تعداد عام 2006، أصبح الكنديين من جنوب آسيا أكبر أقلية مرئية متفوقين بالعدد على الكنديين من العرقية الصينية. في عام 2006، قدرت إحصاءات كندا أن هناك 1.3 مليون شخص في جنوب آسيا في كندا مقارنة مع 1.2 مليون صيني. في عام 2001، كان هناك ما يقرب من مليون صيني كندي الذين يمثلون 3,5 ٪ من سكان البلاد، تليها كنديي جنوب آسيا (3,1٪) والكنديين السود (2.2٪).

## التعريفات التشريعية مقابل التعريفات الاجرائية
وفقا لقانون عدالة التوظيف لعام 1995، تعريف الأقلية الظاهرة هو:
لا تفاصيل القانون بالموضوع الا أن أن القوقازيين والبيض لا يصنفان على أنهما أقليات مرئية. تستخدم الحكومة الكندية تعريف عملي حيث تصنف كأقليات مرئية المجموعات التالية: الصينية والفلبينيين واليابانيين والكوريين وافراد اميريكا اللاتينية، ومن المحيط الهادئ، ومن جزر جنوب اسيا ومن وغرب آسيا/العرب والكنديين السود  ومع ذلك هناك بعض الاستثناءات القليلة لبعض الجماعات، وفقا للتفسير الذي قدمه دليل مرجع سكان الأقليات المرئية  للتعداد 2006، والاستثناء هو:
يستخدم مصطلح «غير البيض» في صياغة قانون المساواة في التوظيف والمساواة في العمل في استبيانات وزعت على المودعين والموظفين. والقصد من هذا هو اختزال الذين هم من السكان الأصليين و/أو الأقليات الظاهرة. وفي هذا السياق، فان استخدام مصطلح «غير الأبيض» يفتح المجال أمام الغموض. على سبيل المثال، يعتبر بعض من العرب أو الأميركيين اللاتين أنهم بيض، ومع ذلك فإن الحكومة الاتحادية تعاملهم بوصفهم أعضاء في فئة الأقلية الظاهرة.

## آراء متباينة
أثار تصنيف «الأقليات الظاهرة» الجدل. في مارس 2007، وقد صرحت [[لجنة الأمم المتحدة للقضاء على التمييز العنصري]]أن لديها شكوكا بشأن استخدام هذا المصطلح لأن هذا المصطلح يمكن اعتباره كريها من قبل بعض الأقليات وأوصت بإعادة النظرفى هذا المصطلح.
ومن الانتقادات الأخرى هو تكوين «الأقليات الظاهرة» بحسب تعريف الحكومة الكندية. ولاحظ النقاد أن لدى المجموعات التي تضم «الأقليات الظاهرة» القليل من القواسم المشتركة مع بعضها البعض، كما أنها تتضمن بعض الجماعات العرقية المحرومة والفئات الأخرى اللا محرومة.
مرئية الأقليات واشار كان مفهوم في مجال البحوث الديمغرافية كمثال لstatistext، وهذا يعني فئة التعداد الذي تم المفتعلة لغرض سياسة عامة معينة.

## وصلات خارجية
- إحصاءات كندا -- دليل المرجعي لسكان الأقليات الظاهرة والسكان (2006 تعداد)
- إحصاءات كندا -- أقلية مرئية، حسب المناطق الحضرية التعداد (2006 تعداد)